# Osmia microdonta
Osmia microdonta är en biart som beskrevs av Cockerell 1931. Osmia microdonta ingår i släktet murarbin, och familjen buksamlarbin. Inga underarter finns listade i Catalogue of Life.